# 中央邦
中央邦（羅馬化：Madhya Pradesh），印度中部的邦，首府为博帕尔，最大城市为印多尔，是印度面积第二大邦。其东北和北方邦相邻，西北和拉贾斯坦邦接壤，东接切蒂斯格尔邦，南邻马哈拉施特拉邦，西傍古吉拉特邦。
中央邦是列国时代阿槃提国的故地，其都城邬阇衍那在公元前6世纪步入繁盛。随后，这片土地又历经印度历史的各大王朝统治。18世纪时，马拉塔帝国征服了这里。19世纪时，英国殖民者设中央省和贝拉尔管治此地，同时亦有众多土邦得以存续。印度独立后，中央省即改制为中央邦，以那格浦尔为首府。1956年邦界重劃，中央邦和中印度邦、溫迪亞邦、博帕爾邦合并，毗达婆地区并入孟买邦。2000年，又析置切蒂斯格尔邦。
中央邦矿藏丰富，是印度最大的钻石和铜矿产区。近年来经济发展快速，农业增长率多年排在印度前列，豆类、油籽、禾谷、大蒜、石榴、药用和芳香植物产量均居全国首位。

## 历史

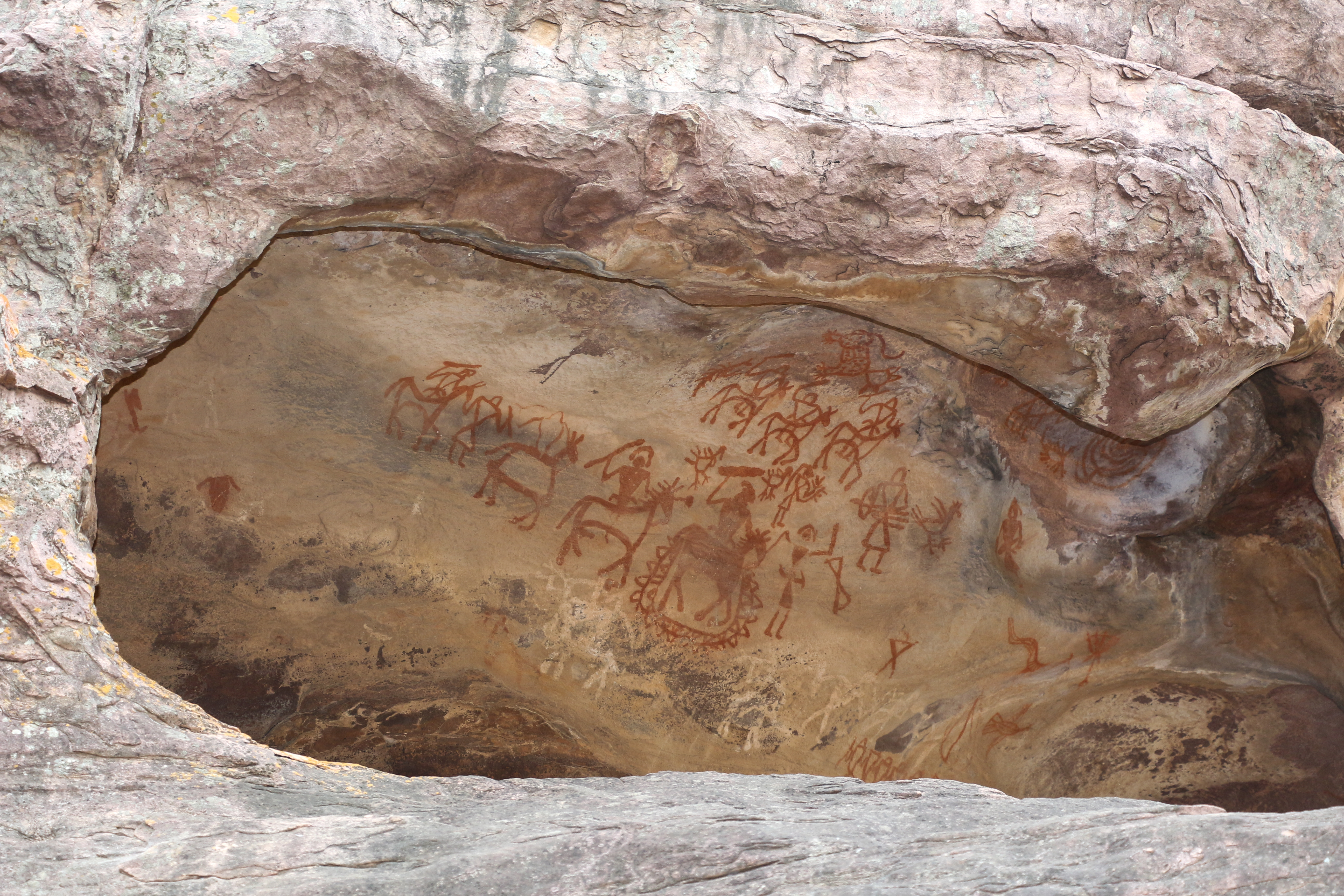
比莫贝特卡石窟为一处石器时代遗址，有着印度年代最早的人类遗迹，现已列入世界遗产名录

中央邦的人类活动历史久远，在讷尔默达河谷发现了更新世千叶期的直立人遗骸，在比莫贝特卡石窟出土过中石器时代晚期的彩陶，这里也是印度次大陆年代最早的人类活动证据。中央邦西部则有铜石并用时代遗址。
公元前6世纪，邬阇衍那发展为这一地区的中心重镇，成为印度列国时代阿槃提国的都城。此外，中央邦境内还有摩腊婆、伽卢娑、达舍罗拏等古国。前320年，旃陀罗笈多建立孔雀王朝。及至公元1世纪，邬阇衍那已是西印度的商贸中心，是恒河流域至阿拉伯海港口商路上的重镇。孔雀王朝覆灭后，1世纪至3世纪，该地区陷入纷争，塞迦、貴霜帝國、百乘王朝在此角逐。前113年，希腊使节赫利奥多罗斯（Heliodorus）到访巽伽王朝统治下的毗底沙，并在此树立了一支希腊纪功柱，现称赫利奥多罗斯柱。
4世纪至5世纪，该地区分属笈多王朝及伐迦陀迦王国统治。嚈噠入侵令笈多王朝分崩离析，摩腊婆君王耶输达摩在528年击退嚈噠，遏止其南下步伐。6世纪至7世纪，戒日王朝统治该邦北部地区。
步入中世，拉杰普特人在各地兴起掌权。8世纪晚期至10世纪，摩腊婆地区由南印度的罗湿陀罗拘陀王朝统治，罗湿陀罗拘陀君主命拉傑普特人建立帕拉玛拉王朝统治摩腊婆地区；本德尔坎德由拉杰普特人的昌德拉王朝统治。昌德拉王朝在克久拉霍修建宏大的印度教和耆那教神庙，是为中印度建筑艺术的典范。瞿折罗-普腊蒂哈腊王朝则统治今中央邦的北部和西部地区。西遮娄其王朝多次入侵摩腊婆，和帕拉玛拉王朝多有交战。
13世纪，德里苏丹国征服今中央邦北部；德里苏丹国在14世纪末覆灭，该地区又回归小国林立的状态，拉杰普特人在瓜廖尔建立托马拉王朝，穆斯林在摩腊婆建立了摩臘婆蘇丹國。14世纪起，贡德人在贡德瓦纳和马哈科沙尔地区兴起，也积极在该地区扩张领地。1531年，古吉拉特苏丹国征服摩腊婆。1540年代，苏尔王朝的舍尔沙又征服了中央邦大部，随后又由苏尔王朝将军赫穆征服。赫穆以瓜廖尔堡为据点，击退了莫卧儿帝国阿克巴麾下的军队，入主德里。1556年，莫卧儿军队又在第二次帕尼帕特战役击败赫穆，确立了莫卧儿帝国在北印度的霸权，也得以控制中央邦大部。贡德瓦纳和马哈科沙尔地区则仍由贡德人统治，仅在名义上以莫卧儿皇帝为宗主。
1707年，奥朗则布皇帝驾崩，莫卧儿帝国步入衰落。1720年至1760年，马拉塔帝国击退了莫卧儿军队，控制了中央邦地区，并任命各支贵族王公分治各地。第三次馬拉塔戰爭中，英军击败本地王公，控制今中央邦全境。诸王公的政权得到保留，成立土邦延续其统治，并由印多尔的中印度局管治。1861年，英国人将萨格尔和讷尔默达领地、那格浦尔省合并为中央省，为今日中央邦的前身之一。1857年印度民族起义中，今中央邦北部发生起义，遭英军和土邦王公联手镇压。该地长期是印度独立运动的活跃地，主要人物有錢德拉·謝卡爾·阿扎德、比姆拉奥·拉姆吉·安贝德卡、尚卡尔·达亚尔·夏尔马、阿塔尔·比哈里·瓦杰帕伊。
1903年，中央省和贝拉尔省合并为中央省和贝拉尔。印度独立后的1950年，将中央省和贝拉尔、马克赖、切蒂斯格尔土邦改组为中央邦，首府那格浦尔；原中印度局三分为中印度邦、温迪亚邦、博帕尔邦。1956年，中央邦、中印度邦、温迪亚邦、博帕尔邦合并为新的中央邦，南部包括那格浦尔在内讲马拉地语的毗达婆地区则划入孟买邦。新的中央邦首府原定为贾巴尔普尔，惟在最后关头因政治干预而改定为博帕尔。2000年11月，又从中央邦东南部析置切蒂斯格尔邦。

## 地理

中央邦地形图

中央邦位于印度的中央腹地，以高原和河谷为主，讷尔默达河自境内发源，向西流向阿拉伯海，南北两岸分别是薩特布拉山脈和温迪亚山脉，是中央邦最长的河流，也是印度南北的传统界线。讷尔默达河及其支流是中央邦居民赖以生存的主要水源，可谓中央邦的生命线，亦在当地文化中被视同圣河。
讷尔默达河北岸的温迪亚山脉是恒河平原的南界，其高原属恒河和亚穆纳河水系，皆是农业发达的地区。印多尔、乌贾因、德瓦斯属希普拉河流域，为亚穆纳河支流，是印度教圣河之一。南岸的薩特布拉山脈地区，水量充沛，大多注入戈达瓦里河，流域正开发多个跨邦灌溉工程。
据2011年统计，全邦森林面积为94689平方公里，森林覆盖率30.7%，占全印森林面积的12.3%，人均森林面积达2400平方米，远高于全国均值的700平方米，但主要分布在东部和南部地区，因西部和北部以城镇为主。
中央邦分为夏季、季风季、冬季三季。夏季为3月到6月，炎热干燥，尤以东部地区为甚，瓜廖尔一带在五月的气温可达42°C。时有轻微沙尘暴发生。季风季通常从6月中旬开始，西南季风带来大量降水，西北部降水相对少于东南部，东部地区的降水可达150厘米，而西部仅可达80厘米。冬季从11月开始，北部地区的日高温在15至18摄氏度，南部地区相对北部更温暖。冬季整体干燥，平均降水量在1194毫米，东南部地区降水最多，部分地区可达2150毫米，西部和西北部则至多为1000毫米。
中央邦境内有十一座国家公园。自然保护区主要集中在东部贾巴尔普尔一带，其中有老虎、恒河鳄、沼泽鳄、淡水豚、江獭、龟类等保护动物。森林主要树种是柚木和娑羅樹。

## 政治
中央邦实行代議民主制和議會制，同印度各邦一致。居民有普遍选举权。邦长为宪政首长，由印度总统任命。邦长是礼仪性的邦元首，而首席部长和内阁负责日常行政工作。立法机关为邦立法院，为一院制，共230席。中央邦在印度议会人民院有29席，联邦院有11席。由议员选出议长和副议长主持议会，每届议会任期五年，亦有提前解散的情形。司法机关为最高法院及下辖法院系统。行政机关为部长会议，由首席部长领导，由邦长任命立法院优势党派的党魁为首席部长，邦部长会议由邦长参照首席部长建议任命。邦首席秘书带领秘书处协助部长会议工作，首席秘书亦是政府的行政首长。
20世纪50年代至70年代，印度国民大会党长期掌权；60年代起印度人民同盟逐步兴起。80年代起，地方政党不断壮大，国大党的优势地位逐渐受到挑战。21世纪初，形成印度人民党和国大党的两党竞争局面。

### 行政区划
中央邦分为10个专区，下辖55县。
| 县             | 编码 | 县首府         | 分区           |
| -------------- | ---- | -------------- | -------------- |
| 博帕尔县       | BP   | 博帕尔         | 博帕尔专区     |
| 赖森县         | RS   | 赖森           | 博帕尔专区     |
| 拉吉加尔县     | RG   | 拉吉加尔       | 博帕尔专区     |
| 塞霍尔县       | SR   | 塞霍尔         | 博帕尔专区     |
| 毗底沙县       | VI   | 毗底沙         | 博帕尔专区     |
| 莫雷納縣       | MO   | 莫雷纳         | 昌巴尔专区     |
| 謝奧布爾縣     | SP   | 谢奥布尔       | 昌巴尔专区     |
| 平德縣         | BD   | 平德           | 昌巴尔专区     |
| 瓜廖爾縣       | GW   | 瓜廖尔         | 瓜廖尔专区     |
| 阿紹格訥格爾縣 | AS   | 阿绍格讷格尔   | 瓜廖尔专区     |
| 希沃布里县     | SV   | 希沃布里       | 瓜廖尔专区     |
| 達迪亞縣       | DT   | 达蒂亚         | 瓜廖尔专区     |
| 古納縣         | GU   | 古纳           | 瓜廖尔专区     |
| 阿利拉傑普爾縣 | AL   | 阿利拉杰普尔   | 印多尔专区     |
| 伯尔瓦尼县     | BR   | 伯尔瓦尼       | 印多尔专区     |
| 布爾漢布爾縣   | BU   | 布尔汉布尔     | 印多尔专区     |
| 印多爾縣       | IN   | 印多尔         | 印多尔专区     |
| 達爾縣         | DH   | 达尔专区       | 印多尔专区     |
| 賈布瓦縣       | JH   | 贾布阿         | 印多尔专区     |
| 肯德瓦縣       | EN   | 坎德瓦         | 印多尔专区     |
| 克爾岡縣       | WN   | 克尔冈         | 印多尔专区     |
| 巴拉卡德縣     | BL   | 巴拉卡德       | 贾巴尔普尔专区 |
| 欽德瓦拉縣     | CN   | 钦德瓦拉       | 贾巴尔普尔专区 |
| 賈巴爾普爾縣   | JA   | 贾巴尔普尔     | 贾巴尔普尔专区 |
| 格德尼縣       | KA   | 穆尔瓦拉       | 贾巴尔普尔专区 |
| 曼德拉縣       | ML   | 曼德拉专区     | 贾巴尔普尔专区 |
| 納爾辛哈布爾縣 | NA   | 纳尔西姆哈普尔 | 贾巴尔普尔专区 |
| 西奧尼縣       | SO   | 塞奥尼         | 贾巴尔普尔专区 |
| 丁多里縣       | DI   | 丁多里         | 贾巴尔普尔专区 |
| 潘杜尔纳县     | PD   | 潘杜尔纳       | 贾巴尔普尔专区 |
| 比图尔县       | BE   | 贝图尔         | 那马达普兰专区 |
| 赫爾達縣       | HA   | 赫尔达         | 那马达普兰专区 |
| 霍桑賈巴德縣   | NA   | 霍斯杭格阿巴德 | 那马达普兰专区 |
| 雷瓦縣         | RE   | 雷瓦           | 雷瓦专区       |
| 瑟德纳县       | ST   | 瑟德納         | 雷瓦专区       |
| 西第縣         | SI   | 西第           | 雷瓦专区       |
| 辛格勞利縣     | SH   | 韦丹           | 雷瓦专区       |
| 毛根杰县       | MG   | 毛根杰         | 雷瓦专区       |
| 迈哈尔县       | MH   | 迈哈尔         | 雷瓦专区       |
| 查塔布爾縣     | CT   | 恰塔尔普尔     | 萨格尔专区     |
| 達摩縣         | DM   | 达莫           | 萨格尔专区     |
| 潘納縣         | PA   | 帕纳           | 萨格尔专区     |
| 薩格爾縣       | SG   | 萨格尔         | 萨格尔专区     |
| 提坎加爾縣     | TI   | 蒂卡姆加尔     | 萨格尔专区     |
| 尼瓦里专区     | NI   | 尼瓦里         | 萨格尔专区     |
| 阿努布爾縣     | AP   | 阿努普尔       | 沙赫多尔专区   |
| 沙赫多爾縣     | SH   | 沙赫多尔       | 沙赫多尔专区   |
| 烏馬里亞縣     | UM   | 乌马里亚       | 沙赫多尔专区   |
| 阿格尔马尔瓦县 | AG   | 阿格尔马尔瓦   | 乌贾因专区     |
| 德瓦斯縣       | DE   | 德瓦斯         | 乌贾因专区     |
| 门德索尔县     | MS   | 门德索尔       | 乌贾因专区     |
| 尼默傑縣       | NE   | 尼默杰         | 乌贾因专区     |
| 勒德蘭縣       | RL   | 勒德蘭         | 乌贾因专区     |
| 沙賈布爾縣     | SJ   | 沙贾布尔       | 乌贾因专区     |
| 烏賈因縣       | UJ   | 乌贾因         | 乌贾因专区     |

## 社会

### 人口
中央邦母语人口分布（2011年普查）
中央邦宗教人口分布（2011年普查）
根据2011年人口普查，中央邦人口超过7200万，是印度人口第五多的邦。2023估计人口已近8658万。
中央邦部落民族（阿迪瓦西）众多，表列种姓人口占15.6%，表列部落人口占21.1%，2011年普查的部落民族人口达1534万，共46个已认定的表列部落，其中有3个特别原始部落群体（Special Primitive Tribal Groups）。境内部落民族主要有貢德人、比爾人、拜加人、科尔库人、巴迪亚人、哈尔巴人、考尔人、马迪亚贡德人、马尔托人、萨哈里亚人。曼德拉縣、達爾縣、丁多里縣、伯尔瓦尼县、賈布瓦縣、阿利拉傑普爾縣的部落民族人口占比过半，其中賈布瓦縣和阿利拉傑普爾縣有近90%的比例为部落民族。克尔冈县、肯德瓦縣、布爾漢布爾縣、比图尔县、欽德瓦拉縣、西奧尼縣、阿努布爾縣、烏馬里亞縣、沙赫多爾縣、辛格勞利縣也有三至五成。
据2011年人口普查，中央邦有4座城市人口超过100万：印多尔（216.7万）、博帕尔（188.3万）、贾巴尔普尔（126.8万）、瓜廖尔（110.2万）。

### 语言
中央邦的官方语言是印地语，母语人口占总人口超三分之二。各大城市通用印地语，惟城区穆斯林使用乌尔都语。农村地区语言多样，但其中大部分都被官方归类为印地语方言。西部的摩腊婆和尼马尔地区分布有摩腊婆语和尼马尔语，可视为印地语西部方言，和拉贾斯坦语相近。北部的本德尔坎德和东部的巴克爾根德使用本德尔语和巴哥里语，可视为印地语东部方言，和阿瓦德语、切蒂斯格尔语相近。东南部使用切蒂斯格尔语。最南端也有波瓦尔语人口分布，同属印地语东部方言。大多数这类语言的母语者习惯将之视为印地语的方言，故在人口普查中填报其语言为“印地语”。中央邦是除马哈拉施特拉邦之外有最多马拉地语人口的邦，主要分布在南部和马哈拉施特拉邦相邻的地区，印多尔市区也有许多马拉地语使用者。
部落民族则语言各异，中央邦西部的500万比尔人使用各种各样的比尔语言，主要是比利语、巴雷里语、比拉利语。在中央邦的最西端，尤其是伯尔瓦尼县、賈布瓦縣、阿利拉傑普爾縣，部落语言为强势主流语言。东部地区的部落民族则多有改用当地的印地语方言。贡德语有110万贡德人使用，是第二大部落语言，属达罗毗荼语系，和泰卢固语有相似之处，主要分布在中央邦东南部，萨特布拉山区南部的马哈科沙尔地区。如今大部分贡德人都已改用印地语。在萨特布拉山区的一些偏远山谷，还有一种系属不明确的部落语言巴里亚语分布。在中部高原，亦有科尔库语分布，属蒙达语族。在布爾漢布爾縣东南端有一些尼哈利语使用者分布。所有使用部落语言的人都面临着改用当地主流方言的较大压力，其母语往往却被视为“落后”或是“农村”语言。
如今，中央邦教育系统实行“三种语言”教学分配制度：第一语言可以是任意一门印度官方语言；第二语言是印地语、乌尔都语或英语；第三语言是另一门官方语言，或阿拉伯语、波斯语、法语、俄语。

### 宗教
根据2011年普查，中央邦以印度教为主流宗教，信徒占比达90.9%。其他宗教中，伊斯兰教信徒占6.6%，耆那教占0.8%，佛教占0.3%，基督教占0.3%，锡克教占0.2%。中央邦所在地区在印度教的地位十分重要，境内有多处印度教朝圣地，如讷尔默达河的发源处阿马尔卡恩塔克；两处湿婆圣地究提林迦神庙：奥姆卡雷什瓦尔神庙和马哈卡莱什瓦尔神庙。穆斯林主要分布在各大城市市区，尤其是在博帕尔和布尔汉布尔，城内有多所地位重要的清真寺。耆那教主要分布在摩腊婆地区的城市中。佛教徒以南部边界的马拉地人为主。普查中填报“其他宗教”的则主要是部落民族宗教的信徒。

### 教育
中央邦共有十所国家重点院校，知名的有印度理工学院印多尔校区、印度管理学学院印多尔校区、印度科学教育和研究学院博帕尔校区、印度信息技术和管理学学院瓜廖尔校区等。中央邦有两所中央大学：萨格尔的哈里·辛格·高尔博士大学、阿马尔卡恩塔克的英迪拉·甘地国家部落大学。哈里·辛格·高尔博士大学是中央邦首所大学。

## 经济

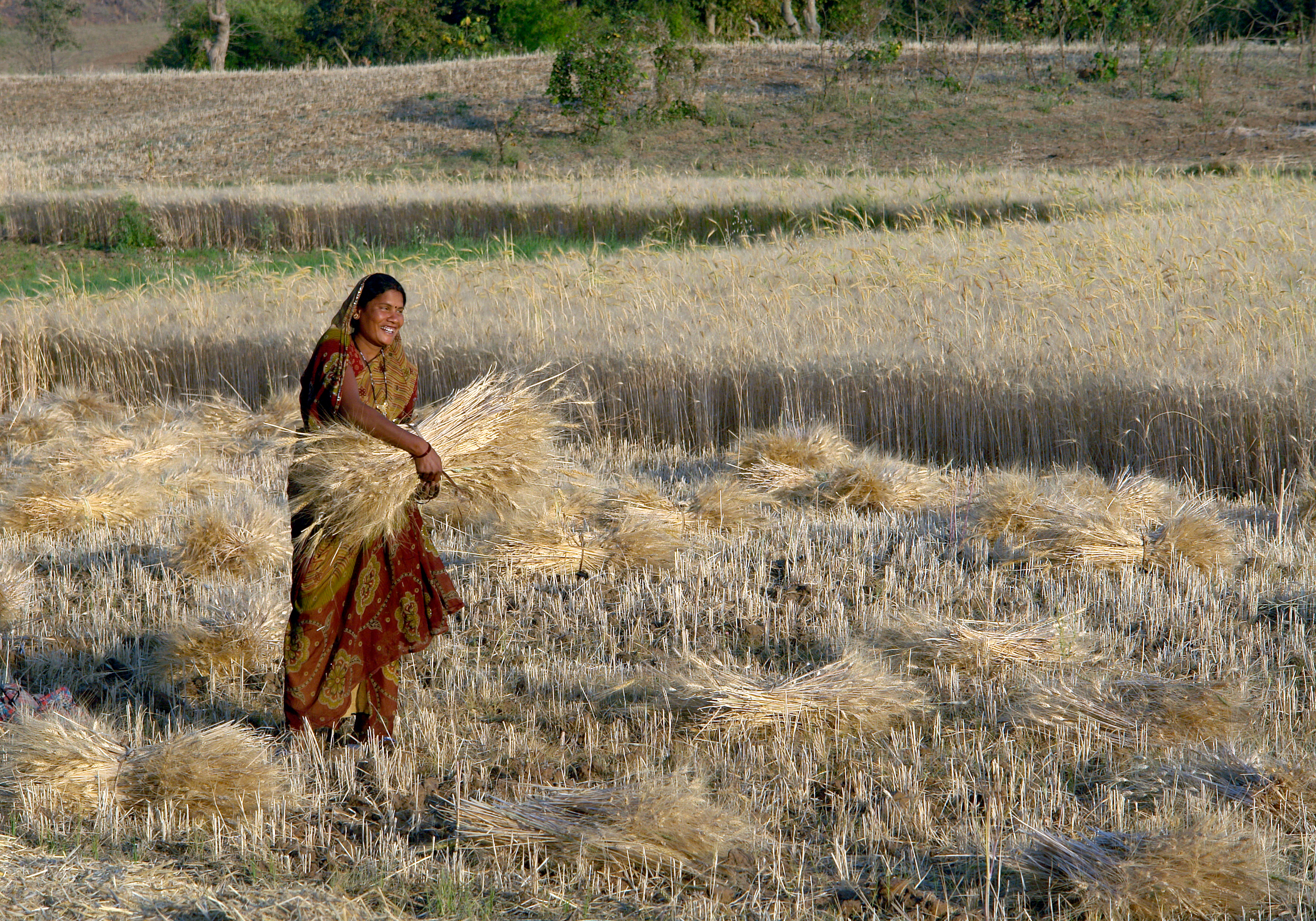
收麦的农民，摄于赖森县

2022年至2023年度，中央邦的国内生产总值为12.465万亿卢比，位居全印度各一级行政区第十位；人均为132010卢比，位居第26位。1999年到2008年，中央邦国内生产总值的年均增长率非常低，约为3.5%，2010年以后，经济增长率才逐渐增长到10%以上。
中央邦仍以农业经济为主，主要作物有小麦、大豆、禾谷、甘蔗、水稻、玉米、棉花、油菜籽、芥末和木豆，此外还有用以制造比迪烟的乌木柿叶和树种等非木材林产物。农业增长率多年排在印度前列，豆类、油籽、禾谷、大蒜、石榴、药用和芳香植物产量均居全国首位。
印多尔是中央邦的商贸中心。由于中央邦位于印度地理中央位置，也有不少消费品公司在该邦设立工厂。印多尔-德瓦斯-皮塔姆普尔工业带，以及博帕尔近郊的曼迪德埃普，是中央邦的两大工业中心，有机械和工业零部件制造（齿轮、电缆）、化工、制药、粮食和食品加工、快速消费品、纺织、皮革和卫生产品等产业。中央邦矿藏丰富，钻石和铜矿储量是印度首位，也有煤矿、煤層氣、锰矿、白云石矿等矿藏。印多尔和瓜廖尔设有IT经济特区。
中央邦共有六家兵工厂，由兵工厂委员会统一管理运营，其中四座位于贾巴尔普尔，生产军事车辆、灰铁、炮架等军事装备；另两家分别位于格德尼和伊塔尔西。邦内还有印钞业，主要印制纸币及生产保密油墨。

## 交通
截至2023年，中央邦的公路里程达8772公里，位居全印度第四位。
由于位居印度国土中央，中央邦的铁路线路颇为密集，印度铁路的南北和东西干线都途径中央邦。该邦共有20个主要车站，每天有超过455列火车经过，仅通过首府博帕尔的就有220列。贾巴尔普尔也是印度铁路交通枢纽之一，是印度铁路中西部铁路总部驻地。
中央邦是内陆邦，但是有五座无水港，位于博帕尔、印多尔、瓜廖尔等地，可直接在邦内清关、装载货物。中央邦主要使用古吉拉特邦的坎德拉和马哈拉施特拉邦的尼赫鲁港两处海港。
印多尔的黛维·阿希尔亚拜·霍尔卡尔机场是中央邦最繁忙的机场。中央邦无国际机场。

## 文化
中央邦的古典音乐和民间音乐颇为闻名，名家辈出。中央邦有迈哈尔流派、瓜廖尔流派等数个古典音乐流派（加拉纳）。
中世印度的两大歌唱家坦森和疯子拜久都出生在瓜廖尔近郊。有三位著名的现代德鲁帕德歌手出生在今日中央邦境内：阿米努丁·达加尔、贡德恰兄弟、乌代·巴瓦尔卡尔。两位著名的现代配唱歌手基肖尔·库马尔和拉塔·曼吉茜卡也都出生在中央邦。著名歌唱家库马尔·甘达尔瓦在德瓦斯度过了一生。
体育方面，主要流行板球；2013年，中央邦官方将马尔拉坎巴定为邦技。这种运动需要一组体操运动员，同时握紧一根固定的垂直杆，通过握杆或互相抓握，集体表演瑜伽和体操动作。此外，一般认为斯诺克是贾巴尔普尔的英国陆军军官发明的。
中央邦共有三处世界遗产：克久拉霍遗迹、桑吉的佛教遗迹、比莫贝特卡石窟。

### 延伸阅读
- Gyanendra Singh. Farm Mechanization in Madhya Pradesh. Bhopal: Central Institute of Agricultural Engineering, 2000.
- Madhya Pradesh (India). The Madhya Pradesh Human Development Report 2002: Using the Power of Democracy for Development. [Bhopal: Govt. of Madhya Pradesh, 2002].
- Guru Radha Kishan（英语：Guru Radha Kishan） Swatantrata Sangraam Senani from Madhya Pradesh: Archives Nehru Memorial Museum and Library（英语：Nehru Memorial Museum & Library）, New Delhi.
- Rag, Pankaj. Vintage, Madhya Pradesh: A Collection of Old Photographs. Bhopal: Madhya Pradesh Madhyam jointly with the Directorate of Archaeology, Archives, and Museums, 2005. ISBN 81-902702-7-3
- Parmar, Shyam. Folk Tales of Madhya Pradesh. Folk tales of India series, 12". New Delhi: Sterling Publishers, 1973.
- Rag, Pankaj, and O. P. Misra. Masterpieces of Madhya Pradesh. Bhopal: Directorate of Archaeology, Archives & Museums, Government of Madhya Pradesh, 2005.
- Sampath, M. D., H. V. Trivedi, and Mandan Trivedi. Epigraphs of Madhya Pradesh. New Delhi: Archaeological Survey of India, 2001.
- Sati, Vishwambhar Prasad. Madhya Pradesh, a Geo-Economic Appraisal. Delhi: Abhijeet, 2004. ISBN 81-88683-43-4
- Shah, Shampa, and Aashi Manohar. Tribal Arts and Crafts of Madhya Pradesh. Living traditions of India. Ahmedabad: Mapin Pub./in Association with Vanya Prakashan, Bhopal, 1996. ISBN 0-944142-71-0